# Deutsches Blindenhilfswerk
Das Deutsche Blindenhilfswerk (DBHW) ist ein 1961 gegründeter gemeinnütziger Verein, der Projekte für blinde oder stark sehbehinderte Menschen fördert.
Der in Duisburg ansässige Verein unterstützt die Integration hilfsbedürftiger blinder und stark sehbehinderter Menschen in Deutschland und in vielen Ländern Osteuropas und Afrikas, jedoch, im Unterschied zu lokalen Selbsthilfegruppen und örtlichen Blinden- und Sehbehindertenvereinen, nicht die eigenen Mitglieder.

## Geschichte
Während zur Gründungszeit Anfang der 1960er Jahre noch viele Einrichtungen für Kriegsblinde und deren Integration betreut wurden, verlagerte sich das Schwergewicht später auf die Förderungen kultureller Art und, wegen der rapide steigenden Blindheit in Entwicklungsländern, auf die Verhütung von Blindheit in afrikanischen Ländern. Die Finanzierung der Einrichtungen, wie der Aufbau von Schulen und Augenkliniken und Maßnahmen zur Verhütung von Blindheit erfolgen projektbezogen und werden in Zusammenarbeit mit den dort ansässigen Organisationen durchgeführt.
Neben der anerkannten Gemeinnützigkeit, trägt das Deutsche Blindenhilfswerk das seit 1992 vergebene Spendensiegel des Deutschen Zentralinstituts für soziale Fragen und ist Mitglied im Deutschen Paritätischen Wohlfahrtsverband.

## Förderpreis
Das DBHW vergibt seit dem Jahr 1996 alle zwei bis drei Jahre einen Förderpreis des Deutschen Blindenhilfswerks. Er wird verliehen an Einrichtungen, Gruppierungen oder Personen, die sich in besonderer Weise für das Wohl blinder und sehgeschädigter Menschen einsetzen. Er ist mit 5.000 Euro dotiert (Stand 2018). Das Preisgeld darf nur gemeinnützig für die Fortsetzung der Projektarbeit verwendet werden. Seit 2016 können sich Vereine und Initiativen mit einem konkreten Projekt bewerben.
Preisträger:
- 1996 Deutsches Komitee zur Verhütung von Blindheit
- 1997 Blindeninstitutsstiftung Würzburg
- 1998 Abteilung ophthalmologische Rehabilitation an der Universitäts-Augenklinik Heidelberg
- 1999 Städtisches Adolf-Weber-Gymnasium München für das Projekt „Blinde Schüler in der Abi-Klasse“
- 2000 Behinderten-Sportverband Nordrhein-Westfalen für Verdienste um die Förderung des Blindensports
- 2002 Künstlergruppe Weimar e.V. (bestehend aus blinden und sehenden Frauen) für das Projekt  „Schattenreich“
- 2004 Förderverein der Rheinischen Schule für Sehbehinderte und Blinde (heute Johanniterschule) für eigener Initiativen zur Vorschulerziehung
- 2006 Lyriker Bernd Kebelmann für sein langjähriges Projekt Lyrikbrücken.
- 2008 Segelklub Bayer Uerdingen (SKBUe) für das Projekt Blindensegeln
- 2011 Miriam Nöken-Basista, Louis-Braille-Schule Düren, für Skifahren mit blinden und sehbehinderten Jugendlichen
- 2011 Anke Nicolai, Hörfilm e.V., für Audiodeskriptionen, barrierefreies Theater
- 2014 Christiane Paschke und ihr Projekt KARIBU (Swahili: Willkommen)
- 2016 Blinden- und Sehbehindertenwassersportgemeinschaft (BSWG) Moers. (Wassersport gemeinsam für Sehende, Blinde und Sehbehinderte)[4]